# Cumia lucasi
Cumia lucasi là một loài ốc biển, là động vật thân mềm chân bụng sống ở biển thuộc họ Colubrariidae.

## Miêu tả
The shell size is 11 mm

## Phân bố
Chúng phân bố ở Ấn Độ Dương dọc theo Madagascar.